# Heilbronn Open 1988
L'Heilbronn Open 1988 è stato un torneo di tennis facente parte della categoria ATP Challenger Series nell'ambito dell'ATP Challenger Series 1989. Il torneo si è giocato a Heilbronn in Germania dall'11 al 24 gennaio 1988 su campi in cemento indoor.

## Vincitori

### Singolare
Udo Riglewski ha battuto in finale  Michael Kupferschmid con il punteggio di 6–3 6–7 6–4

### Doppio
Jaromír Bečka /  Udo Riglewski hanno battuto in finale  Axel Hornung /  Andreas Lesch con il punteggio di 7–6, 4–6, 6–2